# Resurrection of the Daleks
Resurrection of the Daleks (Résurrection des Daleks) est le cent-trente-troisième épisode de la première série de la série télévisée britannique de science-fiction Doctor Who. Originellement diffusé sur la chaîne BBC One en deux parties le 8 février et 15 février 1984, cet épisode voit la réapparition des Daleks et le départ de Janet Fielding qui jouait le rôle de Tegan Jovanka.

## Accroche
Le TARDIS est attiré par une force qui l'attire sur Terre à l'époque contemporaine où des militaires tentent de percer le secret de phénomènes extra-terrestre dans un bâtiment sur les quais de Londres. Pendant ce temps là, à l'autre bout de la galaxie, un vaisseau militaire lance un assaut sur une prison spatiale contenant un seul prisonnier, Davros, le créateur des Daleks. Les deux événements semblent être connectés par un couloir temporel.

## Distribution
- Peter Davison — Le Docteur
- Janet Fielding — Tegan Jovanka
- Mark Strickson — Vislor Turlough
- Terry Molloy — Davros
- Rodney Bewes — Stien
- Rula Lenska — Styles
- Maurice Colbourne — Le commandant Lytton
- Jim Findley — Mercer
- Sneh Gupta — Osborn
- William Sleigh — Galloway
- Leslie Grantham — Kiston
- Chloe Ashcroft — Le professeur Laird
- Del Henney — Le colonel Archer
- Philip McGough — Le sergent Calder
- Roger Davenport — Soldat
- John Adam Baker, Linsey Turner — Membres de l'équipe
- Brian Miller, Royce Mills — Voix des Daleks
- John Scott Martin, Cy Town, Tony Starr, Toby Byrne — Daleks

## Résumé
Londres, 1984, un groupe d'humanoïdes futuristes s'enfuient dans le quartier de Shad Thames avant d'être tué par deux policiers dirigé par le commandant Lytton. Deux des humanoïdes, Galloway et le sergent Stien réussissent à trouver refuge dans le Butler's Wharf, un bâtiment abandonné dans lequel se trouve un couloir temporel et Galloway y est tué. De son côté, Lytton est revenu à son époque et à l'intérieur du vaisseau guerrier qu'il commande et s'apprête à attaquer une prison spatiale contenant un seul prisonnier, Davros, le créateur des Daleks. Pendant ce temps-là, le Docteur, Tegan et Turlough sont attirés par le couloir temporel et atterrissent près de Butler's Wharf, trouvent Stien et lui viennent en aide. S'aventurant dans le bâtiment ils tombent sur une escouade de soldats démineurs pensant que des bombes sont dans le bâtiment. Un Dalek se téléporte depuis le couloir temporel et tue quelques soldats avant que le Docteur ne réussisse à l'aveugler et à le détruire.
Tegan blessée lors de l'affrontement est soignée par l'officier Laird, la scientifique du groupe. Pendant ce temps-là, l'assaut sur la prison s'avère un succès lorsque Lytton réussit à persuader les Daleks d'utiliser un gaz toxique et tuent Osborn, une des officiers de la prison avant qu'elle ne tue Davros. À la suite des manipulations temporelles, Turlough, se retrouve téléporté à l'intérieur du vaisseau des Daleks et tombe sur des surveillants de la prison qui ont survécu et qui, déguisés en hommes de Lytton, projettent de faire exploser le vaisseau. Il les informe de l'existence Davros quant à lui, est réanimé par Lytton qui lui explique que les Daleks ont perdu leur guerre contre les Movellans à la suite du développement d'un virus attaquant les Daleks. Les Daleks ont souhaité le retrouver afin qu'il crée un antidote. Davros profite de ce que Kiston, un ingénieur, répare son fauteuil pour utiliser un instrument hypodermique qui prend le contrôle de celui-ci.
À Londres, le Docteur et les militaires sont à la recherche du mutant qui se trouvait dans l'armure du Dalek qui s'est mis à attaquer de nombreux hommes et réussissent à le tuer. Le Docteur et Stien utilisent le TARDIS afin d'explorer le couloir temporel pour retrouver Turlough et se retrouvent dans le vaisseau Daleks. Stien révèle alors qu'il est un agent des Daleks et met en joue le Docteur. Lytton intervient car le Supreme Dalek souhaite que le Docteur soit vivant pour l'instant. En effet, ils souhaitent cloner le Docteur et ses compagnons dans le but d'assassiner les membres du Haut Conseil des Seigneurs du Temps sur Gallifrey. Ils révèlent aussi que Stien est un de leurs clones, tout comme l'est une partie des soldats terriens, qui enlèvent Tegan et la ramènent sur le vaisseau des Daleks. Pendant ce temps, Davros réussit à prendre possession de quelques hommes et de deux Daleks.
Le Docteur réussit quant à lui à briser le contrôle mental de Stien et réussit à en faire son allié. Celui-ci libère le Docteur. Ils retrouvent Tulough, Tegan et l'un des derniers survivants des gardes de la prison et se réunissent dans le TARDIS. Le Docteur décide de tuer Davros et retourne dans le labo, accompagné de Stien et du garde. Toutefois, le Docteur s'avère incapable de le tuer et Stien, sentant qu'il perd le contrôle de lui-même, repart à l'intérieur du vaisseau. Pendant ce temps, les Daleks et les Daleks de Davros s'affrontent. Le virus tueur de Daleks est relâché et ceux-ci meurent, ainsi que Davros qui se pensait immunisé. Lytton s'enfuit et retourne sur la Terre des années 1984 où il prend la carrière de policier. Stien réussit à activer le système d'autodestruction de la prison, détruisant le vaisseau des Daleks.
Le Docteur et ses compagnons retournent dans le bâtiment abandonné et voit les Daleks, morts du virus. Tegan refuse de repartir avec le Docteur, sentant qu'elle a vu trop de massacres et que voyager à travers le temps "ne l'amuse plus." 

### Continuité
- L'épisode est la suite directe de l'épisode précédent et s'appuie sur les événements de « Destiny of the Daleks » à la fin duquel Davros était enfermé et cryogénisé.
- Lorsque le TARDIS s'engouffre dans le couloir temporel on peut entendre la "cloche du cloître" déjà entendu dans l'épisode « Logopolis. » Tegan semble la reconnaître.
- C'est le dernier épisode faisant figurer Tegan même si elle aura le droit à un caméo dans « The Caves of Androzani », et reviendra dans l'épisode spécial centenaire BBC « Le Pouvoir du Docteur (2022) ».
- Une nouvelle fois, il n'y aucune explication concernant l'absence de Kamelion dans cet épisode.
- Lorsque les Daleks plongent dans le cerveau du Docteur on voit les différents acteurs qui l'ont incarné et la totalité de ses compagnons, à l'exception de Leela pour une erreur de production.
- Russell T Davies affirmera que la volonté des Daleks de vouloir tuer le haut conseil des Seigneurs du Temps l'a inspiré pour la "guerre du temps" entre les Daleks et les Seigneurs du Temps mentionnée dans la nouvelle série.

## Production

### Écriture
À la base cet épisode était prévu pour être le dernier épisode de la vingtième saison, afin d'avoir le retour des ennemis iconiques que sont les Daleks pour finir la saison sur un épisode marquant. Le créateur des Daleks, Terry Nation vivant dorénavant à Hollywood aux États-Unis, il ne souhaite plus s'impliquer dans la série Doctor Who. Le 29 mars 1982, la production lui envoie un accord pour que l'actuel script-éditor (responsable des scénarios) Eric Saward s'occupe de faire revenir les Daleks. Mais Nation fait savoir par l'intermédiaire de son agent, Roger Hancock, qu'il n'est pas intéressé, ayant souvent été déçu de voir ce que d'autres scénaristes avaient fait des Daleks. Toutefois, à l'occasion d'une convention de fans de Doctor Who à Chicago en juillet 1982, le producteur de la série, John Nathan-Turner rencontre Nation. Impressionné par l'enthousiasme des fans devant les Daleks, Terry Nation accepte que ceux-ci reviennent dans la série.
Saward commence immédiatement le travail sur une histoire qu'il intitulera “The Return” ("le retour") et parfois “Warhead” ("ogive.") Saward souhaite écrire un épisode orienté vers l'action comme l'était son épisode « Earthshock » lors de la dix-neuvième saison. Il ramène aussi le personnage de Davros qu'il considère comme utile pour élever le niveau de dialogue des Daleks et introduit le personnage du mercenaire Lytton. L'épisode fut terminé et envoyé à Terry Nation en septembre pour un tournage prévu en janvier 1983. Nation rend un avis positif début novembre, souhaitant toutefois que les Daleks apparaissent plus dangereux, refusant la mort de Davros et souhaitant qu'on supprime l'empereur Dalek (une création de David Whitaker dans les années 1960) pour y mettre le Dalek Suprême. Afin d'être prêts à temps, Saward bâcle l'épisode et se montre assez déçu du résultat final qu'il trouvait rempli de trop de rebondissements.
Toutefois, à la fin de l'année 1982 une grève des électriciens provoque des annulations de tournages et fin décembre Nathan-Turner supprime le tournage de “The Return” au profit de celui de « Enlightenment. » Toutefois l'épisode fut repoussée sur la saison 21 et différentes modifications furent effectuées par Eric Saward modifiant les passages qu'il trouvait bâclés. Il inclut notamment le départ du personnage de Tegan Jovanka à la fin de l'épisode. En effet, Peter Davison, Janet Fielding et Mark Strickson désiraient quitter la série durant cette saison et Nathan-Turner et Saward souhaitèrent que les départs soient décalés dans le temps au lieu d'arriver tous dans le même épisode. L'épisode acquiert le titre de “The Resurrection” ("la résurrection") avant d'obtenir son titre final de Resurrection of The Daleks.

### Casting
- À l'origine le personnage de Davros devait être jouée par Michael Wisher qui l'avait tenu en 1975 dans l'épisode « La Genèse des Daleks. » Si celui-ci était disponible pour le tournage de “The Return” en janvier 1983, il était occupé sur un autre projet lors du tournage de "Resurrection of the Daleks" et fut remplacé par Terry Molloy. Un nouveau masque fut conçu spécialement pour sa figure.
- Roy Skelton, la voix originale des Daleks ne pouvant participer au tournage, leur voix furent tenues par Royce Mills et Brian Miller. Miller, qui avait joué le rôle de Dugdale dans l'épisode « Snakedance » un an auparavant et était le mari d'Elisabeth Sladen qui avait joué le rôle de l'assistante Sarah Jane Smith dans la série[1].

### Tournage
Le réalisateur choisi pour tourner « The Return » fut à l'origine Peter Grimwade qui avait travaillé à la fois en tant que réalisateur et scénariste pour les saisons précédentes de la série. Toutefois, lors de l'abandon de l'épisode, Grimwade prendra mal la décision de Nathan-Turner et invitera l'équipe technique au restaurant sans y inviter le producteur. À la suite des changements de planning de l'épisode, c'est Matthew Robinson, un réalisateur ayant travaillé pour des séries comme Angels, Coronation Street et Softly, Softly: Task Force qui se retrouve chargé de tourner "Resurrection of the Daleks".
La production débuta par deux jours de tournage en extérieur les 11 et 12 septembre 1983 dans le quartier de Bermondsey à Londres pour les scènes de rues et à l'extérieur des bâtiments. L'épisode comporte pour la première fois des scènes avec des maquettes de vaisseaux qui sont télécommandées.
La première session de tournage en studio se déroula du 21 au 23 septembre 1983 au studio 8 du Centre télévisuel de la BBC et concernait les scènes dans les stations spatiales ainsi que dans le TARDIS. La seconde session eu lieu du 5 au 7 octobre 1983 au studio 6 pour les scènes dans le bâtiment abandonné, dans le "couloir temporel" et le vaisseau Daleks. Conscient que les scènes de flash-back étaient très populaire, Nathan-Turner tourne cette scène dans laquelle le Docteur voit la quasi-totalité de ses compagnons. C'est le conseiller de "continuité" Ian Levine qui compilera les flashback selon les divers épisodes. Le clip de Leela était prévu mais sera oublié durant le montage. Le 7 octobre fut le dernier jour de tournage de Janet Fielding en tant que membre régulier du casting.

## Diffusion et Réception
| Épisode                                                                                         | Date de diffusion | Durée | Téléspectateurs en millions | Archives            |
| ----------------------------------------------------------------------------------------------- | ----------------- | ----- | --------------------------- | ------------------- |
| Épisode 1                                                                                       | 8 février 1984    | 46:24 | 7,3                         | Bandes couleurs PAL |
| Épisode 2                                                                                       | 15 février 1984   | 46:52 | 8,0                         | Bandes couleurs PAL |
| Diffusé en deux parties le 8 février et 15 février 1984, l'épisode fit un bon score d'audience. |                   |       |                             |                     |

L'épisode était originellement écrit en quatre parties de 25 minutes, mais à la suite de la diffusion par la BBC des Jeux olympiques d'hiver de 1984 à Sarajevo, la case horaire habituelle de la série n'était plus disponible. Au lieu d'interrompre provisoirement le programme, la BBC proposa que les épisodes soient diffusés sous forme de deux épisodes de 45 minutes sur deux mercredi. Nathan-Turner vit cela comme un test du nouveau format de 45 minutes qui devait s'appliquer sur la saison 22. Toutefois l'épisode fut remonté dans un format de 4 × 25 minutes pour les rediffusions ainsi que la diffusion américaine.
Immédiatement après sa diffusion, les journaux reportèrent des plaintes de spectateurs choqués de la première scène de l'épisode dans laquelle on peut voir des policiers tirant sur des gens dans la rue. À noter qu'il s'agit d'un des épisodes de Doctor Who les plus violents avec une soixantaine de morts à l'écran.

### Critiques
En 1995, dans le livre « Doctor Who : The Discontinuity Guide », Paul Cornell, Martin Day, et Keith Topping trouvent que si l'épisode est beau visuellement, l'histoire est bien trop complexe et que le Docteur est bien moins moral que d'habitude. Ils aiment toutefois le jeu des acteurs secondaires et estiment que Tegan fait une bonne sortie. Les auteurs de « Doctor Who : The Television Companion » (1998) estiment que cet épisode est aux Daleks ce que « Earthshock » était aux Cybermen, une actualisation du concept et reprend de nombreuses choses du passé. Néanmoins ils trouvent que l'épisode pose de nombreuses questions sans en donner la réponse et n'aiment pas le traitement de Davros devenu un autre méchant unilatéral. Ils remarquent aussi que le Docteur n'est pas essentiel à l'action.
En 2012, Mark Braxton de Radio Times note que l'épisode est bien plus sombre, violent et sérieux qu'à l'accoutumé. Même s'il trouve certaines morts ridicules et le casque des mercenaires assez stupide, il a un regard assez positif sur cet épisode dont la moralité est "grise" mais dont l'histoire semble un peu trop à un "rassemblement" d'éléments sur les Daleks.

## Novélisation
Cet épisode est un des cinq épisodes de la série classique à n'avoir jamais été adapté en roman (avec « The Pirate Planet », « City of Death » « Shada » et « Revelation of the Daleks. ») Les éditions Target Book qui adaptaient la série depuis des années en romans, avaient approché Terry Nation afin qu'Eric Saward ou un autre auteur puisse adapter l'histoire, mais aucun accord n'aboutit. Virgin Books (la maison ayant succédé à Target) annonça une novélisation par Saward au début des années 1990 mais celle-ci n'aboutit pas. Un groupe de fans néo-zélandais publia une novélisation non officielle en 2000 qui sortit dans un livre numérique en ligne nommé Doctor Who: Resurrection of the Daleks. Cette novélisation suggère que le professeur Laird travaille en réalité pour UNIT.

## Éditions commerciales
L'épisode n'a jamais été édité en français, mais a connu plusieurs éditions au Royaume-Uni et dans les pays anglophones.
- L'épisode est sortie en VHS en novembre 1993 dans une version en quatre parties.
- L'épisode fut édité en DVD le 18 novembre 2002. L'édition contient les commentaires audios de Peter Davison, Janet Fielding et du réalisateur Matthew Robinson, un retour sur les lieux avec les interviews des acteurs d'époque, des scènes coupées, un son 5.1 et d'autres bonus. Cette version DVD connue une réédition en 2003 dans un coffret avec « The Dalek Invasion of Earth » et « Remembrance of the Daleks » puis en 2007 dans un coffret avec « Genesis of the Daleks », « Destiny of the Daleks », « Revelation of the Daleks » et « Remembrance of the Daleks. » L'épisode est ressorti dans le cadre des "Doctor Who DVD Files" le 21 avril 2010[8].
- L'édition DVD connue une nouvelle édition plus complète dans un coffret nommé "Revisitation avec « The Seeds of Death » et « Carnival of Monsters. » Elle contient des bonus supplémentaire et le choix entre la version en 2 parties et la version en 4 parties[9].